# Юрі (острів)

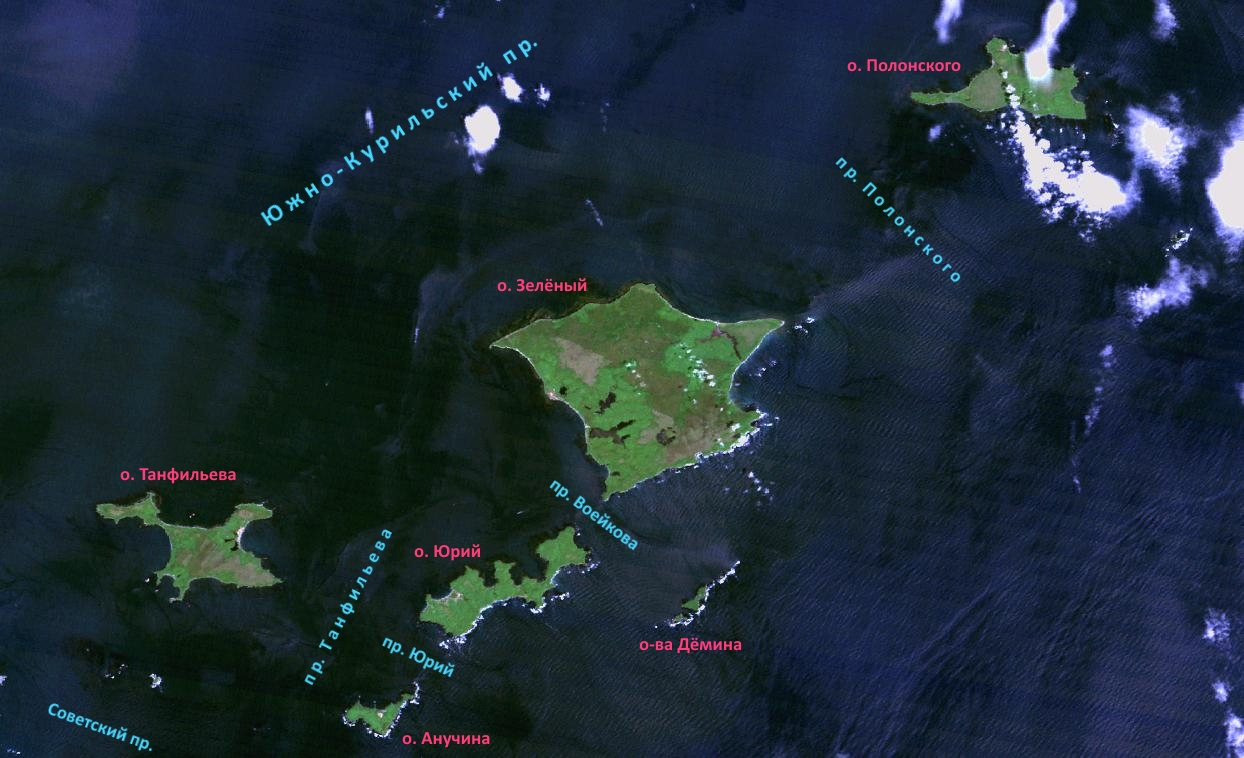
Острів на карті о-вів Хабомай

О́стрів Ю́рі ( рос. Юрий, яп. 勇留島, ゆりとう, МФА: [juɾʲi toː] Yuri-to, айн.: ウリル Uriru) — острів Японського архіпелагу. Складова Південної Курильської гряди, один з групи островів Хабомай. Належить місту Немуро, префектура Хоккайдо, Японія. Проте контролюється Росією та входить до Южно-Курильського району Сахалінської області. Площа — 10,63 км². Протяжність берегової лінії — 29,5 км. Найвища точка — 44 м. Безлюдний острів. Має багато заток і бухт, придатних для портів. З кінця 19 століття використовувався як риболовецька база. Острівні води багаті на морські ресурси — рибу та ламінарії. Станом на серпень 1945 року на острові проживали 501 японець. Тут працював завод з переробки морських продуктів, а також початкова школа. Назва Юрі походить з айнської мови і означає «баклановий острів»

## Дивись також
Проблема Північних територій.
| Японія | Це незавершена стаття з географії Японії. Ви можете допомогти проєкту, виправивши або дописавши її. |

| Росія | Це незавершена стаття з географії Росії. Ви можете допомогти проєкту, виправивши або дописавши її. |